# Henning von Holtzendorff
Henning von Holtzendorff (Berlín, 9 de enero de 1853-Prenzlau, 7 de junio de 1919) fue un almirante alemán durante la Primera Guerra Mundial. Se le recuerda por su memorando al káiser Guillermo II de Alemania en diciembre de 1916 en el que solicitaba la puesta en práctica de la guerra submarina sin restricciones contra los navíos del Reino Unido. En 1917 recibió la más prestigiosa condecoración militar alemana, la medalla Pour le Mérite, y ascendió al rango de gran almirante en 1918.
El almirante Holtzendorff defendía que la guerra submarina mataría de hambre a los británicos y forzaría su rendición en cinco meses, antes de la intervención estadounidense. Asimismo, le aseguró a Guillermo II: «Le doy a su Majestad mi palabra de oficial de que ningún estadounidense pondrá pie en el continente».

## Carrera naval
Holtzendorff actuó como comandante en jefe de la Flota de Alta Mar de la Marina Imperial alemana desde 1909 hasta 1913, cuando le obligaron a dejar el puesto debido a su oposición a la rápida expansión de las fuerzas navales alemanes en competencia con el Reino Unido. Cuando estalló la Primera Guerra Mundial fue requerido para encabezar el Estado Mayor de la marina germana. Durante su retiro forzoso se convenció de la necesidad de emprender una guerra submarina sin restricciones y así se lo hizo saber al káiser en diciembre de 1916, una táctica que fue aprobada en la conferencia de Pless en enero de 1917. El Tercer Comando Supremo alemán predecía que «Inglaterra se verá obligada a pedir la paz en seis meses como resultado de la guerra submarina sin restricciones». 
Holtzendorff se retiró en 1918. Su agresiva táctica de guerra naval hundió innumerables barcos británicos, pero no pudo forzar la rendición del Reino Unido antes de la intervención de los Estados Unidos. Murió en la ciudad de Prenzlau el 7 de junio de 1919.